# 東京ボーイズ
東京ボーイズ（とうきょうボーイズ）は、落語芸術協会所属のボーイズ。1965年に結成。出囃子は「東京音頭」。

## 来歴
1965年（昭和40年）に歌謡漫談トリオ「シャンバロー」門下として結成。設立メンバーは旭しげる（後に旭五郎に改名）、菅ひさし（後に菅六郎に改名）、峰さかえの3人。1971年（昭和46年）に仲八郎が加入。その後、峰が脱退。現在は六郎と八郎の二人で活動。

## 芸風
- お馴染みのネタは、客から歌手などの有名人の名前をお題としていただき歌に合わせて謎かけを問く「謎かけ小唄」（謎かけ問答）。本歌は南有二とフルセイルズの「おんな占い」。
- つかみギャグとして、クラシック音楽、最近の（若者しか知らないような）ヒット曲、勝新太郎・尾崎豊・田代まさしといった薬物での逮捕歴のある歌手の名前を立て続けにいくつも挙げ演奏しようとするが、そんな曲を弾けるわけがないとつっこまれるやりとりがある。
- リーダー・五郎が中央にいて突っ込むことで、仲のボケと菅の大ボケが生きて笑いになった[1]。
- メインは歌ネタ。
  - 六郎が内山田洋とクールファイブの『中の島ブルース』を歌おうとするが、途中で「あ〜あ〜ここは○○」と横やりが入り、「中の島ブルースよ〜」としか歌えなくなってしまう。
  - テレサ・テンの『つぐない』を歌おうとするが、「現代に合わない」などと言っていちいち歌詞にケチをつける。現代風に変えようとするが、歌詞が譜割りに合わないため、結局うまく歌えない。
- 最後に「わたしたち東京ボーイズを、謎かけ問答で解くならば、種を蒔かない畑です。」と言い、その心は「いつまで経っても芽が出ない」というオチで締める。
- 始まりの時は「天気が良ければ晴れだろう。天気が悪けりゃ雨だろう。雨が降ろうと、風が吹こうと“東京ボーイズ”朗らかに〜。」と終わりの時は「天気が良ければ晴れだろう。天気が悪けりゃ雨だろう。雨が降ろうと、風が吹こうと“東京ボーイズ”さようなら〜。」と歌う。

## メンバー

### 菅六郎
菅六郎（すが ろくろう）：三味線担当。本名：菅野 寿夫（すがの よしお）。1944年1月27日生まれ。東京都町田市出身。鼻の下のちょび髭が特徴。1963年9月に「シャンバロー」の柳四郎の門下になる。

### 仲八郎
仲八郎（なか はちろう、1948年4月14日 - ）ウクレレ担当。本名：中村 美治。富山県砺波市（旧・栴檀山村）出身。1969年に「シャンバロー」の邦一郎の門下になる。元ボーイズバラエティ協会副会長。落語家立川志の輔率いる「越中座」のメンバー。在住する東京都北区において「ナカハチライブ」の定期開催や、若手芸人のライブ「笑スペース101」のプロデュースも行っている。三人での活動時よりネタ作りも担当。

### 旭五郎
- 旭五郎（あさひ ごろう）：アコーディオン担当、リーダー。本名：大内 重昭（おおうち しげあき）。（1944年2月3日 - 2007年10月8日）福島県南会津郡檜枝岐村出身。菅六郎とは中学校時分の同級生であった。1961年に「シャンバロー」の邦一郎の門下になる。ポーイズバラエティー協会副会長。2007年4月骨折により入院しその際にがんが発覚、原発多発性がんで既に転移して手遅れだった[2]。2007年10月8日午後9時28分、原発多発性がんのため東京都港区の病院で死去。63歳没。

リーダー・五郎の死後一時は新メンバーを加入させることも考え、冗談半分で演芸番組出演の際、「新メンバーを募集してます」と言った所全国より手紙や履歴書が送られてきた。結局六郎と八郎の二人で活動に決め現在に至る。2人になった当初、『高座での2人の距離が遠い』と言われた。無意識のうちに、リーダーがいるスペースを空けており、それに気づいた客が泣いていたという。他の漫才コンビのよう、近い距離でしゃべれるようになったのは、しばらくたってからだった。定期開催の「ナカハチライブ」や演芸番組等に出演している。年に数回は高田文夫を加えた「ニュー東京ボーイズ」として舞台に立つ。

## その他
- リーダーの旭はテレビ、新聞、週刊誌も読まない、流行歌はろくに知らないため、時事ネタも作れず、菅も無理であったため、仲がネタを担当していた。

- 毒蝮三太夫が社長のまむしプロに加入した後、同じくまむしプロ所属だった立川談志がボーイズ好きであることから、ネタを提供していた。それ以後談志に可愛がられ、ナカハチの会に談志は何度もゲスト出演した。
- 以前はボーイズバラエティ協会に所属していた。